# Babute
Le babute est un plat de cuisine africaine, prenant la forme d'un pain de viande, originaire de la région de Babute, plus particulièrement de la ville de Kisangani en République démocratique du Congo. Sa recette contient du bœuf haché au cari, de la poudre de curry et des abricots.